# قاعده این‌همانی در منطق محمول‌ها
در منطق محمول‌ها برای این که بتوان جمله‌های این‌همانی را به نحوی صحیح در نشانه‌گذاری خود ترجمه کرد، نماد « = » را معرفی می‌کنند. با استفاده از این نماد می‌توان جمله‌ای مانند: «شیخ‌الرئیس، همان ابن‌سینا است» را به صورت s=e نمادین کرد.

با استفاده از قاعده‌ی این‌همانی می‌توان چیزهایی را که دارای رابطه‌ی این‌همانی هستند، جایگزین یکدیگر کرد؛ بنابراین، معرفی قاعده‌ی این‌همانی، توجیهی برای اعتبار استدلال‌هایی مانند استدلال زیر در نظام منطقی فراهم می‌آورد:

Nsq: شیخ‌الرئیس، نویسنده‌ی قانون است.

s=e: شیخ الرئیس همان ابن‌سینا است.

{\displaystyle \therefore }
Neq: ابن‌سینا نویسنده‌ی قانون است.

با توجه به این توضیحات، نمی‌توان جملاتی مانند «شیخ‌الرئیس، همان ابن‌سینا است» را همانند جملاتی مانند «علی بلند قد است»، به صورت Se (با این فرض که e= «ابن‌سینا» و S= «شیخ‌الرئیس»)  نمادین کرد؛ زیرا کلمه‌ی «است» در جمله‌ی «علی بلند قد است» کارکرد محمولی دارد و بیان می‌کند که وصف بلندقد بودن، یکی از اوصاف علی است، اما در جمله‌‌ی اول هیچ وصفی بر شیخ‌الرئیس حمل نشده است، بلکه کلمه‌ی «است» در این جمله نشان‌دهنده‌ی این‌همانی میان شیخ‌الرئیس و ابن‌سینا است.